# National Health Service
National Health Service (Serviciul Național Medical), abreviat NHS, este sistemul de asistență medicală de stat în Regatul Unit. 
Serviciile NHS sunt gratuite, iar finanțarea provine din taxele percepute de stat. NHS a fost înființat la data de 5 iulie 1948. Principiile de bază au fost că serviciile ar trebui să fie complete, universale și gratuite la punctul de livrare — un serviciu de sănătate bazat pe nevoile clinice, nu pe capacitatea de plată.
1. ↑  „The NHS Constitution for England” (în engleză). GOV.UK. Accesat în 25 aprilie 2023.